# Wilson Hermosa González

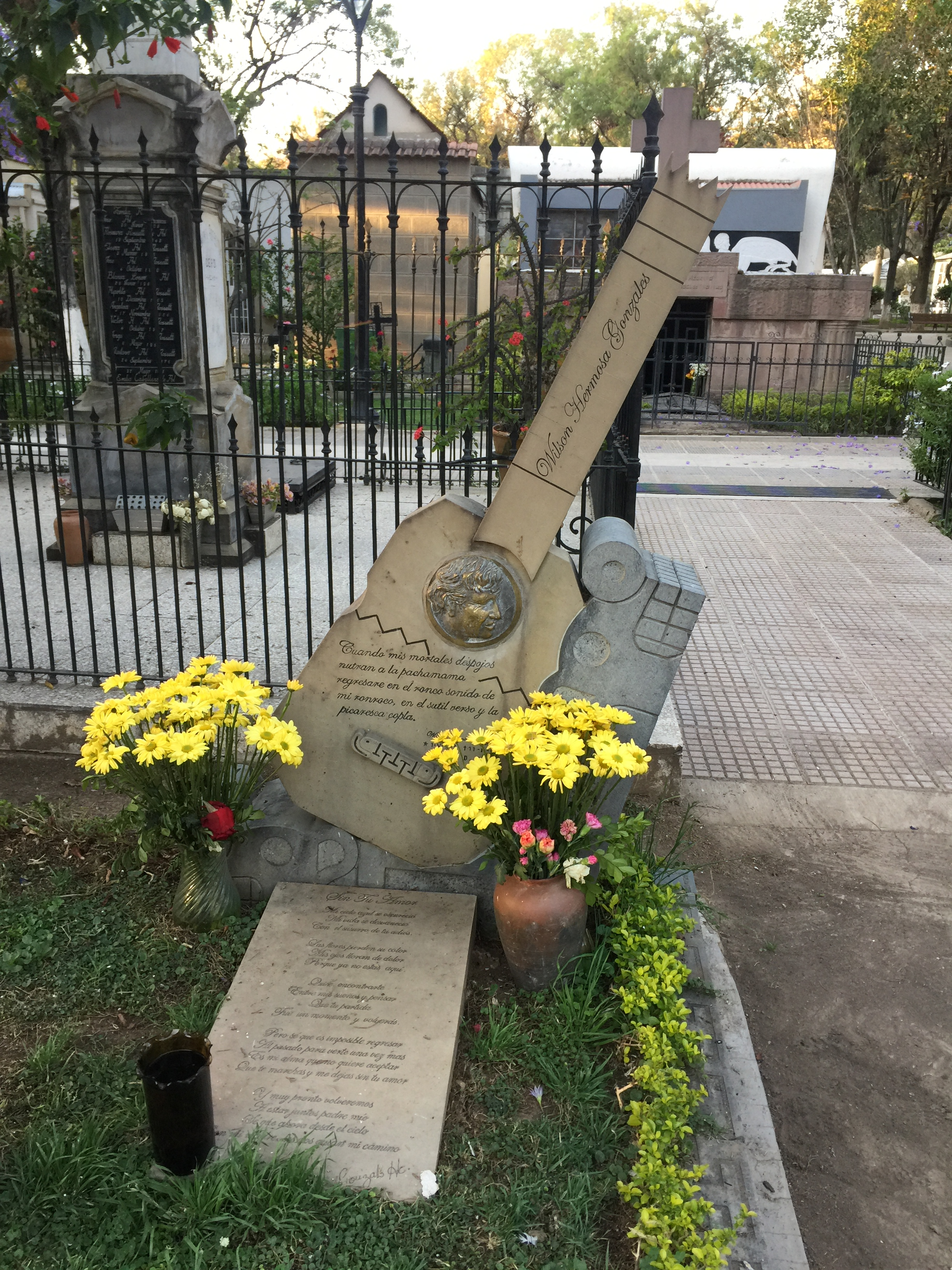
Tumba de Wilson Hermosa González, integrante de "Los Kjarkas".

Wilson Hermosa González (Villa Capinota, 1 de junio de 1943-Cochabamba, 12 de febrero de 2008) fue un músico boliviano nacido en los parajes de Capinota en el departamento de Cochabamba (Bolivia).
Junto a sus hermanos Castel, Gonzalo y Edgar Villarroel fundó en la noche del 23 de junio de 1971 (noche de San Juan) el emblemático conjunto musical Los Kjarkas. Este conjunto folclórico ha gozado de gran popularidad nacional e internacional junto al gran compositor Ulises Hermosa, Gastón Guardia, Guillermo Ponce, Elmer Hermosa y Edgar Villarroel (homónimo del fundador).
La especialidad de Wilson Hermosa fueron los instrumentos de cuerda y en particular el charango, el cual fabricaba con mucha habilidad. Hermosa impulsó el tallado de charangos, cosa que antes no se hacía. Así mismo se dedicó a la construcción de instrumentos folklóricos, siendo uno de sus grandes logros la invención del ronroco.
El grupo Los Kjarkas, nació como la posibilidad de hacer un cuarteto que toque música folklórica, principalmente zambas argentinas.
Los Kjarkas de aquella época eran tres hermanos Hermosa: Wilson, Castel y Gonzalo, y con ellos, Edgar Villarroel (guitarrista y primera voz) y ahora recuerdan que en ese entonces, la música boliviana no tenía cabida; "La gente quería escuchar zambas". Luego llegaron las peñas y allí comenzó a difundirse con algún énfasis la música boliviana. "Principalmente cuecas, huayños o bailecitos de célebres compositores como Simeón Roncal, Gilberto Rojas o Teófilo Vargas. Tras esa etapa importantísima en la que se sientan los cimientos de la agrupación, tres de los fundadores dejaron el grupo para dedicarse a sus profesiones.
Además, Wilson Hermosa, impuso la wankara que es un bombo que viene del incario, según cuenta su hermano. Durante la última etapa de su vida se dedicó a acompañar a Los Kjarkas en sus conciertos, junto a siete músicos que se denominan Los Kunturis (Los Cóndores). Ahora su taller de instrumentos queda en manos de sus hijos Moisés y Wilson, también músicos. “Todos tenemos oído, como quien dice”, comenta Rosa, una de sus hijas, a quien le gusta cantar. 
“Era un hombre repartido a todo, a su trabajo, a su familia y a sus amigos, en general era una persona muy alegre y con un gran corazón, estaba chocho con sus cinco nietos”, cuenta Rosa. 
Falleció el 12 de febrero de 2008 en la ciudad de Cochabamba, tras cinco semanas en terapia intensiva debido a un accidente cerebrovascular. Esta enterrado en el Cementerio General de dicha ciudad junto a su hermano Ulises.